# 漾濞楼梯草
漾濞楼梯草（学名：Elatostema yangbiense）是荨麻科楼梯草属的植物，是中国的特有植物。分布于中国大陆的云南等地，生长于海拔2,400米的地区，常生于山谷林边，目前尚未由人工引种栽培。